# Hamburgische Kulturstiftung
Die Hamburgische Kulturstiftung ist eine im Jahr 1988 gegründete privatrechtliche Stiftung mit Sitz in Hamburg, die die zeitgenössische Kunst und Kultur der Stadt fördert. Initiator war der damalige Kultursenator der Freien und Hansestadt Hamburg, Ingo von Münch. Das Gründungskapital von 2,5 Millionen DM stellte die Stadt Hamburg zur Verfügung.

## Ziele und Aufgaben
Unter dem Motto »Talente fördern – Zukunft stiften!« setzt sich die Hamburgische Kulturstiftung für den künstlerischen Nachwuchs sowie Kinder- und Jugendkultur in der Hansestadt ein. Seit ihrer Gründung im Jahr 1988 konnte sie mehr als 1.900 Projekte mit einem Gesamtvolumen von 15 Mio. Euro (Stand: Ende 2019) unterstützen.
Im Fokus steht die Förderung des künstlerischen Nachwuchses in den Sparten Darstellende Kunst (Theater, Tanz, Performance, Musiktheater), Bildende Kunst, Musik, Literatur, Film, Fotografie, Kinder- und Jugendkultur sowie interdisziplinäre Vorhaben. Als Förderstiftung legt die Hamburgische Kulturstiftung keine eigenen Programme auf, sondern setzt auf den Ideenreichtum und die Wagnisse der jungen Kulturschaffenden. Durch ihre Projektförderung ermöglicht sie Talenten, die am Beginn ihrer Karriere stehen, ihre Vorhaben in Hamburg zu verwirklichen und erleichtert ihnen so den Einstieg in die Professionalität.
Die Hamburgische Kulturstiftung ist mit einem vergleichsweise geringen Kapital von inzwischen rund 8 Millionen Euro (inkl. der Unterstiftungen) ausgestattet. Daher akquiriert sie die Mittel für die Kulturförderung Jahr für Jahr erneut durch aktives Fundraising, wie z. B. einen Freundeskreis, Benefizveranstaltungen und Projektpatenschaften. Als Mittlerin zwischen privaten Förderern, Unternehmen, anderen Stiftungen und Kultureinrichtungen initiiert sie außerdem Kooperationen für die längerfristige Förderung von wichtigen kulturellen Projekten. Darüber hinaus verwaltet sie unter ihrem Dach mehrere Treuhandstiftungen. So kann die Hamburgische Kulturstiftung momentan ca. 150 künstlerische Vorhaben pro Jahr mit rund 1 Mio. Euro unterstützen.

## Unterstiftungen
Die Stiftung verwaltet 18 Unterstiftungen, darunter neun unselbständige Stiftungen, eine selbständige Stiftung, sechs Stiftungsfonds, ein Vermächtnis und einen Nachlass.
Treuhandstiftungen:
- CORA-Kunststiftung zur Förderung von Kunst und Kultur auf dem Gebiet der Bildenden Kunst in Hamburg
- Dr. Ursula-Kuhn-Musikstiftung zur Aus- und Fortbildung musikalisch hochbegabter Kinder und Jugendlicher auf dem Gebiet der klassischen Musik sowie zur Bereitstellung dafür erforderlicher Musikinstrumente
- Feldtmann Kulturell-Stiftung zur Förderung von Kunst und Kultur auf dem Gebiet der Musik, insbesondere durch das Heranführen junger Menschen an die Musik durch entsprechende Fördermaßnahmen und -projekte
- Karl-Heinz Zillmer-Stiftung zur Förderung der Literatur und deren Vermittlung durch die Vergabe des »Karl-Heinz Zillmer-Verlegerpreises« für verdienstvolles verlegerisches Handeln
- Kulturstiftung Zillmer zur Förderung von Kunst und Kultur aller Sparten und zur Förderung der Bewahrung, der Sicherung und des Erwerbs wertvoller Bau- und Kulturdenkmäler, von Kunstgegenständen und Sammlungen
- Kunst- und Literaturstiftung Petra und K.-H. Zillmer zur Förderung von Kunst und Kultur auf den Gebieten der Bildenden Kunst und der Literatur
- Richard-Schönfeld-Stiftung zur Vergabe des »Richard-Schönfeld-Preises für literarische Satire«
- Irmgard-Heilmann-Stiftung zur Förderung der Literatur und des literarischen Nachwuchses in Hamburg
- Stiftung Stendar-Feuerbaum zur Bewahrung des künstlerischen Werkes der Bildhauerin Renate Stendar-Feuerbaum und zur Förderung des künstlerischen Nachwuchses in der Bildenden Kunst
- Verbrauchsstiftung (Stifterin möchte ungenannt bleiben)

Stiftungsfonds:
- Stiftungsfonds für junge Musiker und Sänger zur Förderung besonders talentierter Nachwuchskünstler z. B. durch Meisterkurse oder andere Fortbildungsmaßnahmen
- Dr. Margitta und Dietmar Lambert-Stiftungsfonds zur Förderung des künstlerischen Nachwuchses in Hamburg, insbesondere der Hochbegabtenförderung in den Bereichen klassische Musik, klassischer Tanz/Ballett, Theater und Literatur
- KinderKulturFonds zur Förderung von Kunst und Kultur für Kinder und Jugendliche
- Ingeborg und Hellmuth Spielmann-Stiftungsfonds zur Förderung der Kunst und Kultur in Hamburg, vor allem auf dem Gebiet der klassischen Musik
- Berit und Rainer Baumgarten Stiftungsfonds zur Förderung von kulturellen Projekten mit Kindern und Jugendlichen und Vorhaben junger Künstler
- Susanne und Michael Liebelt Stiftungsfonds zur Förderung der Verbesserung von Arbeitsbedingungen für freischaffende Künstler

Nachlass/Vermächtnis:
- Nachlass Werner Burkhardt zur Verleihung des Werner Burkhardt Musikpreises an Hamburger Nachwuchsmusiker
- Vermächtnis Rita-Tanck-Glaser zur Vergabe des Rita-Tanck-Glaser-Schauspielpreises für hervorragende darstellerische Leistungen vor allem auf Hamburger Bühnen[1]

## Preise
Diverse Kulturpreise werden derzeit von der Stiftung – in Zusammenarbeit mit anderen Stiftungen, Institutionen und anderen Partnern – vergeben oder unterstützt:
- Karl-Heinz-Zillmer-Verlegerpreis für verdienstvolles verlegerisches Handeln (gestiftet von der Karl-Heinz Zillmer-Stiftung unter dem Dach der Hamburgischen Kulturstiftung)
- Hamburger Kindertheaterpreis für herausragende Produktionen der freien Kindertheaterszene Hamburgs
- Hamburger Stadtteilkulturpreis der Hamburgischen Kulturstiftung, Gabriele Fink Stiftung, Patriotische Gesellschaft von 1765 und Behörde für Kultur und Medien. Die Alfred Toepfer Stiftung F.V.S. unterstützt die Umsetzung, und STADTKULTUR HAMBURG ist für die Durchführung des Wettbewerbs zuständig.
- Kurzfilmpreis „Der Dreifache Axel“ (bis 2020 „Flotter Dreier“) im Rahmen des gleichnamigen Wettbewerbs beim Internationalen Kurzfilm Festival Hamburg[3]
- HFBK-Filmpreis (2012–2015 „Final Cut“ Nachwuchsfilmpreis); 2016–2020 wurde er von der Berenberg Bank verliehen, seit 2021 wieder von der Hamburgischen Kulturstiftung.[4]

Ehemals hat die Hamburgische Kulturstiftung vergeben:
- den „KulturMerkur“ in Kooperation mit der Handelskammer Hamburg an Hamburger Unternehmen für kulturelles Engagement (1999–2014).[5][6]

## Gremien
Der Vorstand besteht aus dem ehrenamtlichen Vorsitzenden sowie dem amtierenden geschäftsführenden Vorstand. Der achtköpfige Stiftungsrat beschließt u. a. über die Angelegenheiten der Stiftung, über die Jahresrechnung sowie über die vom Vorstand vorgelegten Vorschläge über die Verwendung der Zweckmittel. Das Kuratorium der Hamburgischen Kulturstiftung setzt sich aus Förderern, Sachverständigen und Vertretern der Kulturbehörde zusammen und berät u. a. den Stiftungsrat bei der Erfüllung seiner Aufgaben.